# 宇宙の加速膨張
宇宙の加速膨張(うちゅうのかそくぼうちょう、英: Accelerating expansion of the universe)とは、宇宙の膨張が加速しているように観測されることである。1998年に、Ia型超新星の観測によって、宇宙の膨張が加速しているのではないかとの疑問が浮かび上がった。

## 観測的証拠
現在までに宇宙の加速膨張は以下に述べる複数の独立な観測からその証拠が得られている。

### Ia型超新星
Ia型超新星は白色矮星の質量がチャンドラセカール限界を超えたときに発生する爆発現象で、極めて明るく、かつ（適切な較正のもとで）光度が常に一定であると考えられている。このためIa型超新星は宇宙の標準光源として理想的な対象であり、高赤方偏移宇宙でのIa型超新星の見かけの等級と赤方偏移を比較することで、その光度距離の赤方偏移依存性を測定することができる。これは平坦な宇宙モデルのもとで赤方偏移 {\displaystyle z} が1より小さいとき
{\displaystyle d_{L}(z)={\frac {cz}{H_{0}}}\left[1+{\frac {1}{2}}(1-q_{0})z+{\mathcal {O}}(z^{2})\right]}
という形で減速パラメータ {\displaystyle q_{0}} に依存するから、Ia型超新星の観測によって減速パラメータを決定することができる。1998年にハイゼット超新星探索チームと超新星宇宙論計画は独立に遠方のIa型超新星の観測を行い、減速膨張 ({\displaystyle q_{0}>0}) が棄却されることを示した。なおこの業績でソール・パールマッター、ブライアン・P・シュミット、アダム・リースは2011年のノーベル物理学賞を受賞した。

### 宇宙マイクロ波背景放射
宇宙マイクロ波背景放射 (CMB) は宇宙の晴れ上がり時に宇宙を満たしていた光子が等方な 2.725 K の熱的なマイクロ波として現在観測されるものである。CMB にはわずかな温度の異方性があり、その角度依存性や偏光の解析から宇宙論パラメータを高い精度で決定することができる。これは21世紀に入ってから人工衛星によるCMB温度異方性の高い精度の観測によって可能となり、WMAP衛星は2003年にIa型超新星の結果と矛盾しない結果を報告し、宇宙の加速膨張が裏付けられた。その後のPlanck衛星の結果も加速膨張を支持している。

### バリオン音響振動
宇宙の晴れ上がり以前の初期宇宙ではすべての物質は電離状態にあり、光子とのトムソン散乱によりバリオンと光子は一体の流体として振る舞う。時刻（宇宙年齢） {\displaystyle t} でのこの流体の音速 {\displaystyle c_{s}} は
{\displaystyle c_{s}(t)={\frac {c}{\sqrt {3(1+R(t)}}},\ \ R(t)={\frac {3{\bar {\rho }}_{b}(t)}{4{\bar {\rho }}_{\gamma }(t)}}=a(t)\times {\frac {3\Omega _{m0}}{4\Omega _{\gamma 0}}}}
により与えられる（{\displaystyle {\bar {\rho }}_{b}}, {\displaystyle {\bar {\rho }}_{\gamma }} はバリオンと光子の平均エネルギー密度、{\displaystyle a(t)}はスケール因子）。バリオン-光子流体はこの音波が時間 {\displaystyle t} の間に伝播する距離
{\displaystyle r_{s}(t)=\int _{0}^{t}c_{s}(t')a(t')dt'={\frac {1}{\sqrt {3}}}\int _{0}^{t}{\frac {c}{\sqrt {1+R(t')}}}dt'}
を典型的な波長とする特徴的な密度ゆらぎを持つ（バリオン音響振動、BAO）。この密度ゆらぎは晴れ上がり後も残り、宇宙の大規模構造にもこの波長に対応する密度ゆらぎの痕跡が残される。物質のパワースペクトルに含まれるバリオン音響振動の波長は物質の密度パラメータ {\displaystyle \Omega _{m0}} で決まる「宇宙のものさし」として機能するため、その見かけのサイズ（角径距離）から宇宙論パラメータを観測的に制限する有用なツールとなる。BAOは2005年にSDSSによって銀河分布の相関から検出されており、2017年のDark Energy SurveyによるBAOの解析もまた加速膨張と無矛盾である。

## 理論的帰結
フリードマン・ルメートル・ロバートソン・ウォーカー計量を仮定するとき、スケール因子 {\displaystyle a} に関する力学方程式はアインシュタイン方程式から得られる
{\displaystyle {\frac {\ddot {a}}{a}}=-{\frac {4\pi G}{3c^{2}}}\sum _{a}(\rho _{a}+3p_{a})+{\frac {\Lambda }{3}}}
である。ここで {\displaystyle \Lambda } は宇宙定数、{\displaystyle \rho _{a}}, {\displaystyle p_{a}} は成分 {\displaystyle a} に関するエネルギー密度および圧力である。ここで宇宙定数がなく、すべての成分が
{\displaystyle \rho _{a}+3p_{a}>0}
を満足するならば {\displaystyle {\ddot {a}}<0} となり減速膨張宇宙となる。それ故に宇宙の加速膨張は、アインシュタイン重力を仮定すると、正の宇宙定数が存在するか、不等式 {\displaystyle \rho _{a}+3p_{a}>0} を破る何らかのエキゾチックなエネルギー成分が存在しなければならないことを示している。両者の可能性を合わせて、このエネルギー成分はダークエネルギーと呼ばれる。

### 宇宙の終焉
ダークエネルギー優勢宇宙では加速膨張が継続し、その振る舞いはダークエネルギーの圧力と密度の比（状態方程式パラメータ） {\displaystyle w=p_{\Lambda }/\rho _{\Lambda }} により特定される。宇宙の加速膨張を引き起こすためには {\displaystyle w<-1/3} でなければならない。宇宙定数の場合厳密に {\displaystyle w=-1} であり、そのとき宇宙膨張はやがて指数関数的膨張となり、宇宙は永遠に存在し熱的死を迎えると予想される。しかし {\displaystyle w<-1} となるファントムエネルギーと呼ばれるモデルでは、宇宙は有限の時間で無限の大きさへと膨張し、あらゆる構造が宇宙膨張により破壊されると予想されている（ビッグリップ）。Hyper Suprime-Camチームによる2018年の報告ではすばる望遠鏡のHSCを用いた弱い重力レンズ効果の観測に加えてPlanck衛星やBAOのデータを合わせた解析により {\displaystyle w=-1.37_{-0.36}^{+0.43}} と結論されており、{\displaystyle w=-1} と無矛盾だがそこからずれている可能性は棄却されていない。